# Усть-Немське сільське поселення
Усть-Не́мське сільське поселення (рос. Усть-Немское сельское поселение) — муніципальне утворення у складі Усть-Куломського району Республіки Комі, Росія. Адміністративний центр та єдиний населений пункт — село Усть-Нем.

## Населення
Населення — 600 осіб (2017, 706 у 2010, 855 у 2002, 1086 у 1989).